# Галкін Лев Абрамович
Галкін Лев Абрамович (7 вересня 1913, м. Дружківка Донецької області  — 8 серпня 1992, м. Харків) — радянський поет, прозаїк, драматург.
Лев Абрамович Галкін народився 7 вересня 1913 р. в м. Дружківка на Донеччині в сім'ї службовців. 
Закінчив Донецький індустріальний інститут (1939). Працював інженером-механіком на Донецькому металургійному заводі.
Член КПРС.
Учасник Великої Вітчизняної війни. Партизанив на Брянщині, був командиром партизанської бригади ім. Молотова Орловського штабу партизанського руху. Нагороджений орденами Червоного Прапора, Вітчизняної війни 1-го ст. (двома) і медалями. Член КПРС.

## Творчість
Писав російською мовою. Член СП СРСР з 1938 р.
Автор поетичної збірки 
- «Брянский лес» (1946)

Збірок ліричних і сатиричних поезій 
- «Друзья» (1950)
- «У нас на заводе» (1954)
- «Бумажная метель» (1958)
- «Сказочки для взрослых» (1959)
- «Завидная судьба» (1959)
- «Сатирические стихотворения» (1960)
- «Я воспитываю своих родителей» (1961)
- «Левый поворот» (1962)
- «Штатный пес» (1965)
- «Курортная Афродита» (1965)

Віршів для дітей 
- «Приключения Коли Булкина» (1958)
- «Звено отважных» (1961)
- «Веселые стихи» (1962)

Повістей 
- «Один парашют не раскрылся»(1966)
- «Темная ночка—день партизанский» (1968)
- «Если бы камни могли рассказать...» (1970)
- «Беглый огонь» (1971)
- «След по росе» (1975)
- «Эстафета» (1978)
- «Московський проспект» (1981)
- «Медаль» (1984)

Музичних комедій і п'єс 
- «Звездные ночи» (1967)
- «Звено отважных» (1961)
- «Комендантский час» (у співавторстві, 1969)
- «Волшебный луг» (1976)